# بریم شکار
«بریم شکار» (انگلیسی: Let Us Prey) یا طعمه یک فیلم بریتانیایی، ایرلندی در سبک ترسناک است که در سال ۲۰۱۴ منتشر شد.

## موضوع فیلم
مرد مرموزی که «شش» نام دارد (با بازی لیام کانینگهام) به جایی دورافتاده در اسکاتلند وارد میشود اما به زودی خود را در سلول ایستگاه پلیس محلی می یابد.